# Креща
 Тази статия е за крепостта край Скравена.  За махалата в Мездренско вижте Типченица.  
Крепостта „Креща“ или „Градището“ се намира на най-високото място от планинските склонове, ограждащи котловината на село Скравена.
Върхът, на който е изградена крепостта, е равен. Някои автори смятат, че е заравнен изкуствено, именно заради изграждането на крепостта. От останките, които личат и до днес, се вижда че размерите са крепостното пространство са около 135 м на 70 м. Личат останките и от главната порта на крепостта, която се намирала на запад. Крепостната стена е направена от камъни, наредени един върху друг, плътно прилепнали, без спойка между тях. Крепостта „Градището“ е заемала стратегическо положение в района заради мястото, на което е издигната и вероятно е била във връзка с крепостите в околността.
Кога и от кого е изградена няма сведения. В книгата си „Из древната история на Ботевградско“ Стаменов пише, че крепостта съществува още от времето на траките. Дали е тракийска, римска или средновековна не е установено. Крепостта и мястото около нея не са проучвани.